# SCML1
SCML1 (англ. Scm polycomb group protein like 1) – білок, який кодується однойменним геном, розташованим у людей на короткому плечі X-хромосоми. Довжина поліпептидного ланцюга білка становить 329 амінокислот, а молекулярна маса — 37 447.
| 10         |  | 20         |  | 30         |  | 40         |  | 50         |
| ---------- |  | ---------- |  | ---------- |  | ---------- |  | ---------- |
| MMSNSSSEID |  | VIKTRIPTYD |  | EDDNTILYAY |  | ETKPEFVNKE |  | PNIVSDASCN |
| TEEQLKTVDD |  | VLIHCQVIYD |  | ALQNLDKKID |  | VIRRKVSKIQ |  | RFHARSLWTN |
| HKRYGYKKHS |  | YRLVKKLKLQ |  | KMKKNEVYET |  | FSYPESYSPT |  | LPVSRRENNS |
| PSNLPRPSFC |  | MEEYQRAELE |  | EDPILSRTPS |  | PVHPSDFSEH |  | NCQPYYASDG |
| ATYGSSSGLC |  | LGNPRADSIH |  | NTYSTDHASA |  | APPSVTRSPV |  | ENDGYIEEGS |
| ITKHPSTWSV |  | EAVVLFLKQT |  | DPLALCPLVD |  | LFRSHEIDGK |  | ALLLLTSDVL |
| LKHLGVKLGT |  | AVKLCYYIDR |  | LKQGKCFEN  |  |            |  |            |

A: Аланін

C: Цистеїн

D: Аспарагінова кислота

E: Глутамінова кислота

F: Фенілаланін

G: Гліцин

H: Гістидин

I: Ізолейцин

K: Лізин

L: Лейцин

M: Метіонін

N: Аспарагін

P: Пролін

Q: Глутамін

R: Аргінін

S: Серин

T: Треонін

V: Валін

W: Триптофан

Кодований геном білок за функціями належить до репресорів, фосфопротеїнів. 
Задіяний у таких біологічних процесах, як транскрипція, регуляція транскрипції, альтернативний сплайсинг. 
Локалізований у ядрі.